# Панарин, Николай Павлович
Николай Павлович Панарин (20.02.1921 — 10.11.1951) — старший разведчик-наблюдатель 295-го гвардейского армейского пушечного артиллерийского полка (3-я армия, 1-й Белорусский фронт) гвардии ефрейтор, участник Великой Отечественной войны, кавалер ордена Славы трёх степеней.

## Биография
Родился 20.02.1921 года в селе Злобино ныне Становлянского района Липецкой области в семье крестьянина. Русский. Спустя некоторое время с семьей перебрался в соседнее Яркино. После окончании школы ФЗО в Воронеже работал слесарем на заводе.
В Красной Армии с 10 сентября 1940 года. С первых дней войны — в действующей армии. Воевал на Западном, Центральном, Брянском и 1-м Белорусском фронтах. Принимал участие в оборонительном сражении на западном направлении, битве за Москву, Елецкой, Орловской, Гомельско-Речицкой, Бобруйской, Минской, Люблин-Брестской, Варшавско-Познанской и Берлинской наступательных операциях.
В ходе Орловской наступательной операции разведчик-наблюдатель красноармеец Н. П. Панарин продвигался в боевых порядках наступающих стрелковых подразделений, выявляя цели для своего дивизиона и корректируя огонь по ним. При прорыве обороны противника в районе деревни Мелынь (ныне Мценский район Орловской области) он обнаружил 2 артиллерийские батареи противника. В ходе дальнейшего продвижения 19 июля 1943 года в районах деревень Горбунцово и Полтево того же района выявил ещё 2 батареи врага, которые были подавлены огнем дивизиона. Приказом командира полка награждён медалью «За отвагу».
25.6.1944 года гвардии ефрейтор Панарин, находясь на передовом НП, в бою за высоту в 16 км северо-западнее города Рогачёв (Гомельская область, Белоруссия) при отражении контратаки истребил свыше 10 гитлеровцев. Личной храбростью воодушевлял бойцов. Враг начал яростную атаку — наша пехота под натиском стала отступать. Николай Павлович с криком «Стой, ребята!» остановил красноармейцев. Вместе с другими разведчиками он подкатил орудие и ударил по гитлеровцам. Корректируя огонь дивизиона, содействовал удержанию занимаемого рубежа до подхода основных сил. 21.7.1944 награждён орденом Славы 3 степени.
14—15 января 1945 года в составе того же полка (8-я гвардейская армия, 1-й Белорусский фронт) при прорыве обороны противника на левом берегу реки Висла близ населённого пункта Гловачув (16 км юго-зап. г. Магнушев, Польша), находясь в боевых порядках стрелковых подразделений, вывел роту автоматчиков во фланг противнику севернее населённого пункта Подмесьце (2 км юго-зап. Гловачува). Внезапным ударом враг был разгромлен, оставив на поле боя много убитых, миномет, батарею и большое количество оружия, лично поразил несколько фашистов, 2 взял в плен. Панарин Николай Павлович 4.3.1945 года награждён орденом Славы 2-й степени.
16—19.4.1945 в боях на левом берегу р. Одер в районе г. Кюстрин (ныне Костшин, Польша) и при преследовании противника корректировал огонь дивизиона. По его целеуказаниям были подавлены артиллерийские и миномётные батареи, частично уничтожено и рассеяно до роты пехоты неприятеля. В уличных боях в г. Берлин (Германия) из автомата сразил несколько гитлеровцев.
Указом Президиума Верховного Совета СССР от 15 мая 1946 года за образцовое выполнение боевых заданий командования в боях с немецко-фашистскими захватчиками на завершающем этапе Великой Отечественной войны гвардии ефрейтор Панарин Николай Павлович награждён орденом Славы 1-й степени.
В сентябре 1946 года демобилизован. Вернулся в деревню Яркино. Затем жил и работал в Воронеже и в Грозненской области. С 1947 года жил и работал в Калиновичском хлопкосовхозе Грозненского района (ныне Чеченская Республика).
Умер 10 ноября 1951 года.

## Награды
- Полный кавалер ордена Славы:
  - орден Славы I степени (15.5.46)[4];
  - орден Славы II степени (4.3.45)[5];
  - орден Славы III степени (21.7.44)[6];

- медали, в том числе:
  - «За отвагу» (22.08.1943)[7]
  - «Медаль «За оборону Москвы»»

- - «За победу над Германией» (9 мая 1945[8]);
  - «За взятие Берлина» (9.5.1945);
  - «Медаль «За освобождение Варшавы»» (09.06.1945);

## Память
- На могиле установлен надгробный памятник
- Его имя увековечено в Главном Храме Вооружённых сил России, и навсегда запечатлено на мемориале «Дорога памяти»
- Его именем названа улица в селе Яркино[3].